# Trachymyrmex gaigei
Trachymyrmex gaigei är en myrart som först beskrevs av Auguste-Henri Forel 1914.  Trachymyrmex gaigei ingår i släktet Trachymyrmex och familjen myror. Inga underarter finns listade i Catalogue of Life.